# Бовел (Ил и Вилен)
Бовел (фр. Bovel) насеље је и општина у северозападној Француској у региону Бретања, у департману Ил и Вилен која припада префектури Редон.
По подацима из 2011. године у општини је живело 584 становника, а густина насељености је износила 40,0 становника/km². Општина се простире на површини од 14,6 km². Налази се на средњој надморској висини од 80 метара (максималној 128 m, а минималној 45 m).

## Демографија
| 1962. | 1968. | 1975. | 1982. | 1990. | 1999. | 2011. |
| ----- | ----- | ----- | ----- | ----- | ----- | ----- |
| 386   | 388   | 306   | 303   | 312   | 331   | 584   |

График промене броја становника у току последњих година